# Chadian (köpinghuvudort i Kina, Shaanxi, lat 33,19, long 106,46)
Chadian är en köpinghuvudort i Kina. Den ligger i provinsen Shaanxi, i den nordvästra delen av landet, omkring 260 kilometer sydväst om provinshuvudstaden Xi'an. Antalet invånare är 9 426. Befolkningen består av 4 247 kvinnor och 5 179 män. Barn under 15 år utgör 11,0 %, vuxna 15-64 år 75 %, och äldre över 65 år 12,0 %.
Runt Chadian är det ganska tätbefolkat, med 160 invånare per kvadratkilometer. Närmaste större samhälle är Dingjunshan, 19,2 km öster om Chadian. I omgivningarna runt Chadian växer i huvudsak blandskog.
Genomsnittlig årsnederbörd är 1 000 millimeter. Den regnigaste månaden är juli, med i genomsnitt 211 mm nederbörd, och den torraste är december, med 2 mm nederbörd.